# 自由ソフトウェア運動
自由ソフトウェア運動（じゆうソフトウェアうんどう、英: free software movement、FSM）は、自由ソフトウェアの原則を支援する活動である。リチャード・ストールマンは、その創始者の一人であり代表者でもある。彼を支持する人たちは自分達を自由な世界に属すと考えている。

## 手法
自由ソフトウェア運動の手法については合意が取れているとは言い難い。手法の大きな一つは、コピーレフトの啓蒙とそのライセンスの普及促進である。コピーレフトはコピーライトでは無視されているソフトウェアの自由を守ると信じている。その他、法律制定をすることでソフトウェアを自由化するべきだと考える者もいれば、独占的ソフトウェアのボイコットによって行おうとする者もいる。自由ソフトウェアは独占的ソフトウェアよりも技術的に優れているのだから、最終的には自由市場において独占的ソフトウェアを打ち負かすに違いない、だから何もしなくても時間が問題を解決してくれる、と考えている人もいる。

## 活動事例

### GNU宣言
GNU宣言は、GNUプロジェクトの目標を定義し説明し、支援と参加を呼びかける文書である。自由ソフトウェア運動において大勢の人びとが、基本的な哲学の祖と考えている。

### 自由ソフトウェアの歌
自由ソフトウェアの歌とは、リチャード・ストールマンによる自由ソフトウェアをテーマにしたフィルクプロパガンダソングである。この歌は自由ソフトウェア運動家により様々リミックスされ、テクノバージョン、デスメタルバージョン、リズミカルバージョンなどが存在する。

### Defective by Design
Defective by Design（DbD）は、DRMやソフトウェア特許は「自由である権利を奪い、制限するよう設計されている」という見解から、「発想からして欠陥（Defective by Design）」として在り方の再定義を推進するDRMやソフトウェア特許へ対抗する先駆けとなった運動である。
この運動では、DRM（Digital Rights Management、デジタル著作権管理）はDRM（Digital Restrictions Management、デジタル制約（制限）管理）と再定義されている。

### BadVista
BadVistaは、Microsoft Windows Vistaへの移行に反対し、Defective by Designの問題を社会に広めて自由ソフトウェアへの置き換えを促進する運動である。

### PlayOgg
PlayOggは、Ogg+Vorbisを推進する運動を提起して、MP3やAACなどのプロプライエタリフォーマットに取って代わるべき自由なデジタル音声ファイルフォーマットであるとし、それらの楽曲フォーマットを推進する運動である。

### TiVo化への対抗
DRMやソフトウェア特許のために特定権限でしかソフトウェアが実行できない環境を作ることは利用者の自由を阻害するものであり、そのような行為をTiVo化と呼称しそれに対抗する多くの社会運動を支援している。GPLv3ではTiVo化を不可能とする条文を取り入れている。

### ソフトウェア特許への対抗
ルック・アンド・フィールなどをはじめとするユーザインタフェースの著作権などを含むソフトウェア特許は「ソフトウェア利用者の自由」を阻害するものであるとして、ソフトウェア特許に対抗する多くの社会運動を支援している。

### FLOSS呼称の推進
リチャード・ストールマンは、オープンソースという語は自由ソフトウェアの意図を表せていないため、「オープンソースおよびのソフトウェアの総称」を呼称する際は、オープンソースのソフトウェアのみを表すように読める「OSS（Open Source Software）」ではなく、自由ソフトウェアとオープンソースを重ねて表す「FOSS（Free/Libre and Open Source Software）」を用いるよう推奨している。

## 批評

### オープンソース支持者の評価
オープンソース支持者は、自由ソフトウェア（彼らの言う「オープンソースソフトウェア」）の「道徳的な価値」についてよりも、「実利的な価値」について盛んに議論している。彼らはフリーソフトウェア財団が独占的ソフトウェアを十把一からげにして非難していることについて全く同意していない。自由ソフトウェアを使ったり、その開発を手助けしたり、あるはそれを楽しんだりしているプログラマの中にも、生計を立てるために独占的なソフトウェアを開発している多くのプログラマがいる。彼らは自分の行動は道義に反しているとは考えていない。定義より、自由ソフトウェアはオープンソースソフトウェアの部分集合である。
さらに、彼らは「自由ソフトウェアという言葉を、「オープンソース」ソフトウェアは独占的ソフトウェアよりも常に優れている」といった主張から距離を置く為に用いるかもしれない（少なくとも短期的にはそうではない場合もある）。